# Massimiliano Neri
Massimiliano Neri (parfois Negri ; né à Bonn c. 1623 et mort c. 1673) est un organiste et compositeur italien de l’époque Baroque.

## Biographie
Massimiliano Neri vient d'une famille de musiciens qui avait ses racines à Vérone.
Fils de Giacomo Negri , musicien dans les cours de Munich, Neubourg et Düsseldorf et Maître de Chapelle à Bonn; sa mère était professeur de harpe.
Très jeune, vers 1631, Massimiliano Neri a reçu une éducation musicale et une instruction humaniste, auprès du riche patricien vénitien Giacomo Soranzo.
De 1644 à 1664, il fut organiste pour la  Cappella Marciana de la Basilique Saint-Marc et chef d'orchestre à l'Ospedaletto de Venise.
À partir de 1664, il fut organiste et chef d'orchestre avec l'électeur de Cologne, dans sa résidence de Bonn,.
Trois collections de travaux sont connues , parmi  lesquelles  les sonates polyphoniques dédiées à l'empereur Ferdinand III de Habsbourg. 
Les deux collections instrumentales contiennent des exemples de sonate en trio.
Les Sonates Op.2 / 10 et Op.2 / 14, contiennent des exemples du genre du Concerto grosso. 
Les motets, Sonate e canzone de Neri sont présents dans les collections de Berlin et Breslau.

## Œuvres
- Op.1 Sonate e Canzone a quatro da sonarsi con diversi stromenti (1644)
- Op.2 Sonate da suonersi con varii strumenti (1651)
- Op.3 Motetti a due e tre voci. Libro primo opera terza (1664)